# Gabriel Macht
Gabriel Swann Macht (New York, 22 gennaio 1972) è un attore statunitense.

## Biografia
Nato nel Bronx, borough di New York, in una famiglia ebraica, è il figlio dell'attore Stephen Macht e della sua consorte Suzanne Victoria Pulier. All'età di cinque anni si trasferisce con la famiglia in California, dove cresce e frequenta le scuole, diplomandosi e laureandosi poi presso la Beverly Hills High School e il Carnegie Mellon College of Fine Arts. Esordisce a soli otto anni sotto il nome di Gabriel Swann in Why Would I Lie?, per il quale riceve una nomination agli Young Artist Awards.
Torna al cinema all'età di ventisei anni con un piccolo ruolo nel film L'oggetto del mio desiderio, nel 2000 interpreta William Holden nel film tv The Audrey Hepburn Story, in seguito prende parte a film come Gli ultimi fuorilegge, La regola del sospetto e Una canzone per Bobby Long.
Dopo aver recitato in The Good Shepherd e Perché te lo dice mamma, è il protagonista, Danny Colt/The Spirit, nell'adattamento cinematografico del fumetto The Spirit.
Dal 2011 al 2019 è il protagonista di Suits, in cui interpreta l'avvocato Harvey Specter.

### Vita privata
Dal 2004 è sposato con la modella-attrice Jacinda Barrett. La coppia ha avuto una bambina, Satine Anais Geraldine, nata il 20 agosto del 2007. Il 26 febbraio 2014 è nato il loro secondo figlio, Luca.
È amico di lunga data di Sarah Rafferty, sua co-star in Suits, i due si conoscono dal 1993. Inoltre sono molto amiche anche le loro rispettive figlie.

## Filmografia

### Cinema
- Why Would I Lie?, regia di Larry Peerce (1980)
- L'oggetto del mio desiderio (The Object of My Affection), regia di Nicholas Hytner (1998)
- The Adventures of Sebastian Cole, regia di Tod Williams (1998)
- Semplicemente irresistibile (Simply Irresistible), regia di Mark Tarlov (1999)
- The Bookie's Lament, regia di John Postley (2000) - cortometraggio
- 101 Ways (The Things a Girl Will Do to Keep Her Volvo), regia di Jennifer B. Katz (2000)
- Gli ultimi fuorilegge (American Outlaws), regia di Les Mayfield (2001)
- Behind Enemy Lines - Dietro le linee nemiche (Behind Enemy Lines), regia di John Moore (2001)
- Bad Company - Protocollo Praga (Bad Company), regia di Joel Schumacher (2002)
- La regola del sospetto (The Recruit), regia di Roger Donaldson (2003)
- Grand Theft Parsons, regia di David Caffrey (2003)
- Una canzone per Bobby Long (A Love Song for Bobby Long), regia di Shainee Gabel (2004)
- The Good Shepherd - L'ombra del potere (The Good Shepherd), regia di Robert De Niro (2006)
- Perché te lo dice mamma (Because I Said So), regia di Michael Lehmann (2007)
- The Spirit, regia di Frank Miller (2008)
- Middle Men, regia di George Gallo (2009)
- Whiteout - Incubo bianco (Whiteout), regia di Dominic Sena (2009)
- One Way to Valhalla, regia di Karen Goodman (2009)
- Amore & altri rimedi (Love and Other Drugs), regia di Edward Zwick (2010)
- S.W.A.T. - Squadra speciale anticrimine 2 (S.W.A.T.: Firefight), regia di Benny Boom (2011)
- A Bag of Hammers, regia di Brian Crano (2011)
- Breaking at the Edge, regia di Predrag Antonijevic (2013)

### Televisione
- Beverly Hills 90210 – serie TV, episodio 2x11 (1991)
- Seguendo il fiume (Follow the River), regia di Martin Davidson – film TV (1995)
- Spin City – serie TV, episodio 1x18 (1997)
- Sex and the City – serie TV, episodio 1x02 (1998)
- Wasteland – serie TV, episodio 1x06 (1999)
- The Others – serie TV, 13 episodi (2000)
- The Audrey Hepburn Story, regia di Steven Robman – film TV (2000)
- Archangel, regia di Jon Jones – film TV (2005)
- Suits – serie TV, 134 episodi (2011-2019)
- Pearson – serie TV, episodio 1x05 (2019)
- Suits LA – serie TV, episodi 1x04-1x08-1x09 (2025)

## Doppiatori italiani
Nelle versioni in italiano dei suoi film, Gabriel Macht è stato doppiato da:
- Francesco Bulckaen in The Good Shepherd - L'ombra del potere, Perché te lo dice mamma, Amore & altri rimedi
- Riccardo Rossi in The Spirit, S.W.A.T. - Squadra speciale anticrimine 2
- Oreste Baldini in Gli ultimi fuorilegge
- Christian Iansante in Behind Enemy Lines - Dietro le linee nemiche
- Massimo De Ambrosis in Bad Company - Protocollo Praga
- David Sebasti in La regola del sospetto
- Alessandro Rigotti in Grand Theft Parsons
- Gaetano Varcasia in Una canzone per Bobby Long
- Fabio Boccanera in Whiteout - Incubo bianco
- Gianluca Tusco in The Others
- Vittorio Guerrieri in Archangel
- Guido Di Naccio in Suits